# بيدرو بيدا
بيدرو بيدا (بالبرتغالية: Pedro Beda‏) (5 مارس 1989 بكامبو غراندي في البرازيل - ) هو لاعب كرة قدم برازيلي في مركز الهجوم. لعب مع موريرينسي ونادي أولمبيك خريبكة ونادي إيمن ونادي باهيا ونادي فلامنغو ونادي كورينثيانز ونادي هيرنفين ورودار برييدور ‏ وCD Lealtad ‏ ونادي ريفر تيريزينا وEsporte Clube Avenida ‏ وLucena CF ‏.

## روابط خارجية
- بيدرو بيدا على موقع قاعدة بيانات كرة القدم.إي يو (الإنجليزية)
- بيدرو بيدا على موقع Soccerway.com (الإنجليزية)